# Sulawesi-Roller
Der Sulawesi-Roller oder Celebes-Roller (Macrogalidia musschenbroekii) ist eine Raubtierart aus der Familie der Schleichkatzen (Viverridae). Sie ist auf der Insel Sulawesi endemisch und stellt zugleich die größte natürlicherweise vorkommende Raubtierart der Insel dar.

## Merkmale
Ihr Körperbau entspricht mit dem langgestreckten Körper, den kurzen Beinen und dem langen Schwanz dem anderer Schleichkatzen. Ihr kurzes, dichtes Fell ist an der Oberseite braun gefärbt, die Unterseite ist bis auf die rötliche Brust weißlich. An den Flanken sind angedeutete streifenförmig angeordnete Flecken zu sehen, einzig der Schwanz ist auffallend hellbraun-dunkelbraun geringelt. Diese Tiere erreichen eine Kopfrumpflänge von 65 bis 71 Zentimetern, dazu kommt noch ein 48 bis 54 Zentimeter langer Schwanz, und ihr Gewicht beträgt 4 bis 6 Kilogramm.

## Verbreitungsgebiet und Bestand

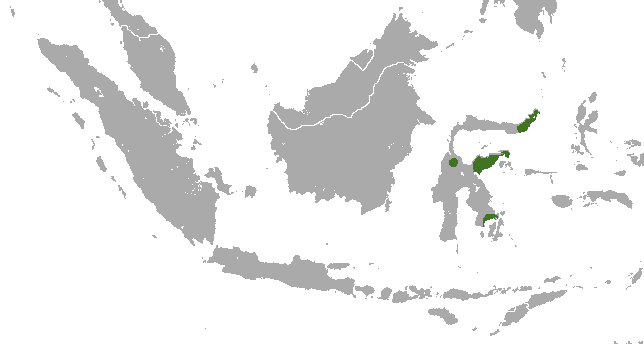
Verbreitungsgebiet des Sulawesi-Rollers

Wie der Name schon andeutet, sind Sulawesi-Roller auf der indonesischen Insel Sulawesi (Celebes) endemisch.
Früher vermutete man, dass sie auf die nördliche Halbinsel Sulawesis beschränkt seien, mittlerweile hat man diese Tiere auch in anderen Regionen der Insel entdeckt.
Aufgrund der scheuen, nachtaktiven Lebensweise lassen sich auch kaum Angaben über den Gefährdungsgrad machen. Sie gelten weder als besonders häufig noch als akut bedroht, die IUCN listet sie als gefährdet (vulnerable). Die Tiere scheinen zwar nicht ausschließlich auf Hochwälder beschränkt zu sein, doch sind lebensfähige Populationen offenbar auf Gebiete mit dieser Vegetationsform angewiesen. Die stark fortschreitende Waldzerstörung stellt damit eine potentielle Bedrohung für das Überleben der Art dar. Man findet die Art in einigen Schutzgebieten, etwa im Rawa-Aopa-Nationalpark, dem Tanjung-Peropa-Wildreservat, dem Mangolo Recreation Forest, und im Lore Lindu-Nationalpark.

## Lebensweise
Über die Lebensweise der Sulawesi-Roller ist kaum etwas bekannt. Ihr Lebensraum sind Wälder, sowohl tiefergelegene tropische Regen- als auch Gebirgswälder bis in 2600 Meter Seehöhe. Dabei bevorzugen sie Primärwälder. Teilweise kommen sie gemeinsam mit der Malaiischen Zibetkatze vor, die generell häufiger ist und auch in Dörfern, auf Kulturland und in Sekundärwäldern vorkommt.
Das Wenige, was bekannt ist, stammt vor allem aus den Auswertungen von Bildern aus Kamerafallen. Die Tiere können gut klettern, suchen aber hauptsächlich am Boden nach Nahrung. Sie sind nachtaktiv und leben einzelgängerisch. Sulawesi-Roller sind Allesfresser, die sowohl kleine Säugetiere und anderes Fleisch als auch Früchte zu sich nehmen. Die Nahrungszusammensetzung von zahlreichen Kotproben des Sulawesi-Rollers im Lore Lindu-Nationalpark ergab 47 % Nagetiere, 4 % Bodenkuskuse (Strigocuscus celebensis), 2 % Vögel, 2 % Gräser und größere Anteile von Palmfrüchten der Gattungen Arenga und Pandanus. Manchmal schleichen sie sich an menschliche Siedlungen heran, wo sie Geflügel oder junge Schweine reißen.